# Arturo Fernández Rodríguez
Arturo Fernández Rodríguez (Gijón, 21 de fevereiro de 1929 - 4 de julho de 2019) foi um ator espanhol, que se dedicou ao teatro mas também ao cinema e televisão. Digno de nota é a sua paixão por arquitetura técnica. Ele é amigo de Gabino de Lorenzo, ex-prefeito de Oviedo e atual diretor de governo do Principado das Astúrias e tem participado em reuniões do Partido Popular. Recebeu o prêmio Micrófono de Oro da Federação de Associações de Rádio e Televisão.
Rodríguez morreu em 4 de julho de 2019, aos 90 anos de idade.